# Manuel Mello-Breyner

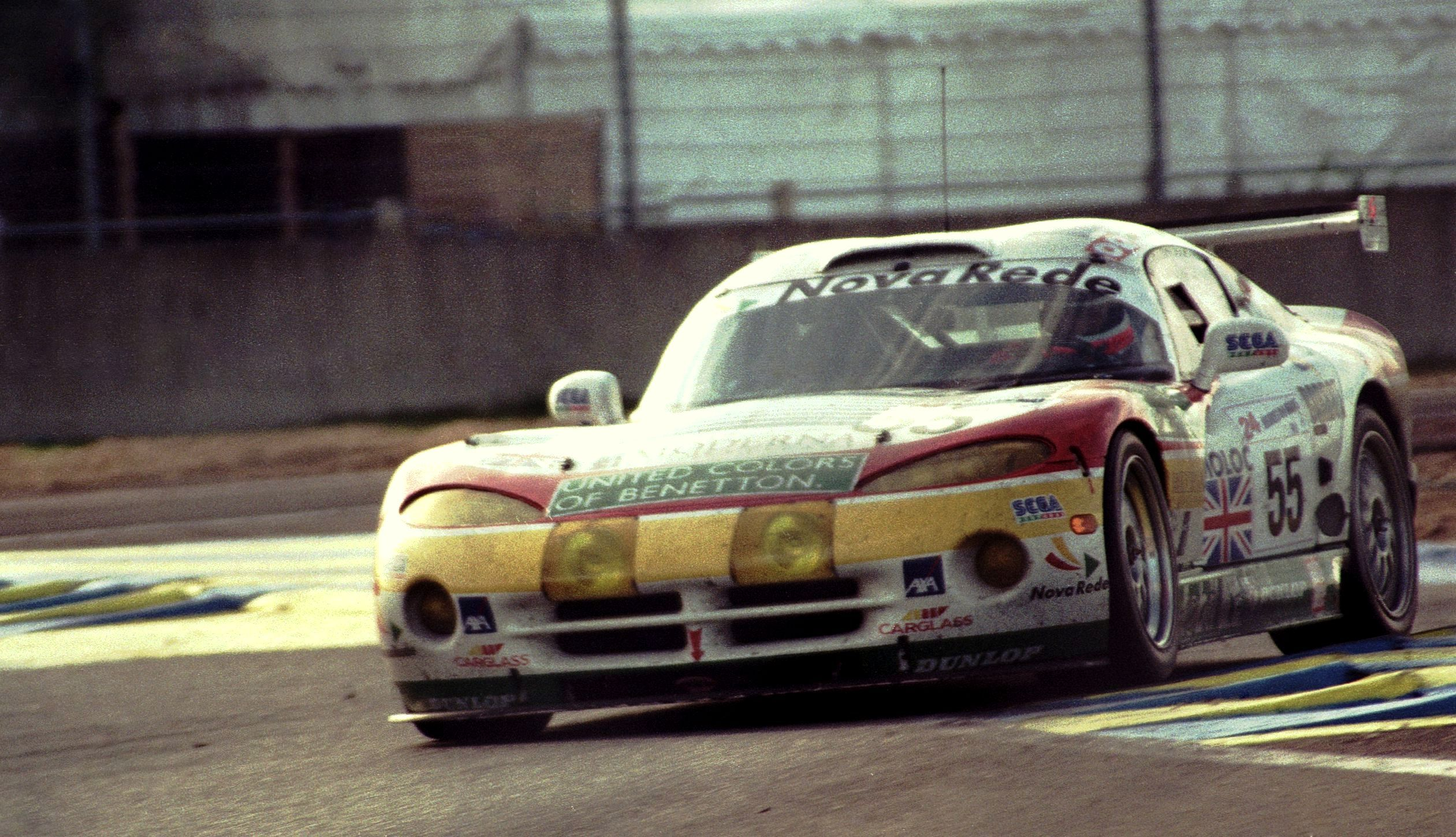
Der Chrysler Viper GTS-R mit dem Manuel Mell-Breyner beim 24-Stunden-Rennen von Le Mans 1998 am Start war

Manuel Espirito Santo de Mello-Breyner (* 15. September 1953 in Cascais) ist ein ehemaliger portugiesischer Autorennfahrer und Motorsportfunktionär.

## Familie
Manuel Mello-Bryner ist der Älteste der drei Mello-Bryner-Brüder. Auch Pedro (* 1959) und Thomaz (* 1957) waren als Rennfahrer aktiv.

## Karriere
Manuel Mello-Breyner fuhr in den 1990er- und 2000-Jahren GT- und Sportwagenrennen. Dreimal war er beim 24-Stunden-Rennen von Le Mans am Start. 1997 wurde er Gesamtelfter und 3. in der GT2-Klasse. Erfolgreich war er in der spanischen GT-Meisterschaft. 2005 erreichte er mit dem vierten Endrang die beste Platzierung in dieser Rennserie. Sein letztes Rennen bestritt er 2011 in der European Le Mans Series.
Manuel Mello-Breyner ist Präsident des portugiesischen Automobilsportverbandes - Federação Portuguesa de Automobilismo e Karting (FPAK).

## Statistik

### Le-Mans-Ergebnisse
| Jahr | Team                    | Fahrzeug             | Teamkollege          | Teamkollege         | Platzierung | Ausfallgrund |
| ---- | ----------------------- | -------------------- | -------------------- | ------------------- | ----------- | ------------ |
| 1997 | Roock Racing            | Porsche 911 GT2      | Thomaz Mello-Breyner | Pedro Mello-Breyner | Rang 11     |              |
| 1998 | Chamberlain Engineering | Chrysler Viper GTS-R | Ni Amorim            | Gonçalo Gomes       | Rang 21     |              |
| 1999 | CICA Team Oreca         | Chrysler Viper GTS-R | Thomaz Mello-Breyner | Pedro Mello-Breyner | Rang 15     |              |